# Acacia covenyi
Espèce
Acacia covenyi est une espèce de plante à fleurs de la famille des Fabacées. C'est un arbuste originaire du sud-est de la Nouvelle-Galles du Sud en Australie.

## Description
C'est un arbuste de 1,5 à 7,5 mètres de haut à l'écorce lisse grisâtre; les feuilles (phyllodes) sont bleues longues de trois centimètres sur un de large; les fleurs apparaissent en août-septembre et sont jaunes.
C'est un arbuste décoratif par la couleur de ses feuilles, supportant la sècheresse et à croissance rapide.